# Microthlaspi natolicum
Microthlaspi natolicum är en korsblommig växtart som först beskrevs av Pierre Edmond Boissier, och fick sitt nu gällande namn av Friedrich Karl Meyer. Microthlaspi natolicum ingår i släktet vårskärvfrön, och familjen korsblommiga växter.

## Underarter
Arten delas in i följande underarter:
- M. n. gaillardotii
- M. n. longistylum
- M. n. natolicum
- M. n. sporadium